# John Schuhmacher
John Schuhmacher (Salem, 23 settembre 1955) è un ex giocatore di football americano statunitense che ha militato nel ruolo di offensive tackle nella National Football League (NFL).

## Carriera
Schuhmacher fu scelto dagli Houston Oilers nel corso del dodicesimo giro (322º assoluto) del Draft NFL 1978. In precedenza aveva giocato al college a football a USC. Vi giocò per tutta la carriera, raggiungendo per due volte la finale della American Football Conference come miglior risultato, nel 1978 e 1979. Si ritirò dopo la stagione 1985, chiudendo con 69 presenze da professionista, di cui 51 come titolare.